# Wizard Bloody Wizard
Wizard Bloody Wizard deveti je studijski album britanskog doom/stoner metal sastava Electric Wizard. Album je 17. studenog 2017. godine objavila diskografska kuća Spinefarm Records.

## Popis pjesama
| 1.    | »See You in Hell«           | 6:38  |
| 2.    | »Necromania«                | 6:14  |
| 3.    | »Hear the Sirens Scream«    | 8:44  |
| 4.    | »The Reaper«                | 3:14  |
| 5.    | »Wicked Caresses«           | 6:43  |
| 6.    | »Mourning of the Magicians« | 11:18 |
| 42:51 |                             |       |

## Zasluge
Electric Wizard
- Jus Oborn – vokali, gitara, miksanje, produkcija
- Liz Buckingham – gitara, produkcija
- Simon Poole – bubnjevi
- Clayton Burgess – bas-gitara